# Аміноцукри

Глюкозамін

Амі́ноцукри́ (рос. аминосахары, англ. amino sugars, [glycosamines]) — моносахариди, в яких одна гідроксильна група (звичайно, але не обов'язково) в положенні 2, заміщена на аміногрупу. До цього поняття не відносяться глікозиламіни.
Систематична назва — х-аміно-х-деоксимоносахариди. Приклади: D-глюкозамін або 2-аміно-2-деокси-D-глюкопіраноза.